# Етнічні чистки у Південній Осетії

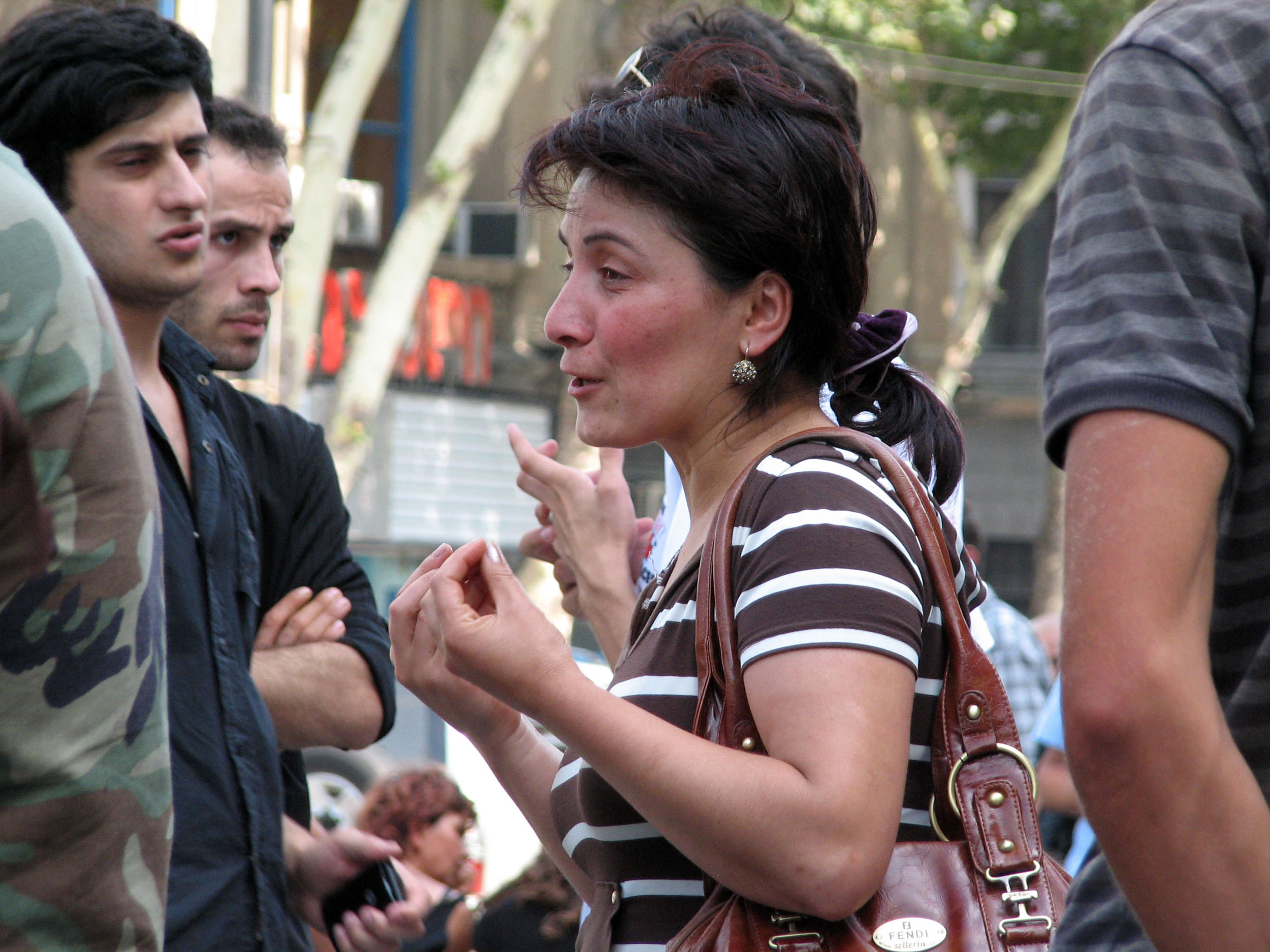
Грузинські біженці з Південної Осетії у Тбілісі, 10 серпня 2008 року.

Етнічні чистки у Південній Осетії — масове вигнання етнічних грузинів, яке проводилося в Південній Осетії та інших територіях Грузії, що окуповані Росією та відбувалось під час та після російсько-грузинської війни 2008 року.
Міжнародна правозахисна організація Human Rights Watch зробила висновок, що «Південноосетинські сили намагалися провести етнічну чистку» населених грузинами територій. У 2009 році Парламентська асамблея Ради Європи резолюцією засудила "етнічні чистки та інші порушення прав людини в Південній Осетії, а також нездатність Росії і фактичної влади зупинити цю практику і притягнути винних до відповідальності". Згідно з звітом Незалежної Міжнародної Місії по встановленню фактів щодо конфлікту в Грузії, яку спонсорував Європейський Союз, від вересня 2009 року, "кілька елементів свідчать про висновок, що етнічні чистки проводилися проти етнічних грузин у Південній Осетії як під час, так і після конфлікту в серпні 2008 року".
Згідно з переписом населення у Південній Осетії 2016 року, що було проведено окупаційною адміністрацією, 3 966 етнічних грузинів залишилися на окупованій території, що склало 7% від її загального населення у 53 532 людей..